# Curtara minima
Curtara minima är en insektsart som beskrevs av Freytag 2005. Curtara minima ingår i släktet Curtara och familjen dvärgstritar. Inga underarter finns listade i Catalogue of Life.